# 石川県立宝達高等学校
石川県立宝達高等学校（いしかわけんりつ ほうだつこうとうがっこう、英: Ishikawa Prefectural Hodatsu High School）は、石川県羽咋郡宝達志水町今浜にある公立の高等学校。

## 設置学科
- 普通科（2年次から特別進学、進学、ビジネスの3コースに分かれる）

## 教育目標
生徒一人一人の個性を伸長し、明るく活力のある学校を目指す。
1. 自主自立の精神を培い、21世紀に活躍できる人材を育成する。
2. 創造性を培い、広い視野をもつ人材を育成する。
3. 心の豊かさを涵養し、心身ともに健全な人材を育成する。

## 沿革
- 1972年（昭和47年）12月28日 - 石川県条例61号により、石川県羽咋郡押水町（現・宝達志水町）に新設（※1964年創立の学校法人明徳高等学校が1973年に県に移管され、石川県立宝達高等学校が設置され開校する[1]）。
- 1973年（昭和48年）
  - 2月6日 - 校章制定。
  - 2月26日 - 石川県教育委員会規則第1号により通学域決定。
  - 4月1日 - 開校。
  - 5月19日 - 開校式挙行。
  - 5月 - 校旗の制定。
- 1974年（昭和49年）
  - 2月4日 -  校舎改修工事竣工。
  - 2月7日 - 校歌制定。
- 1977年（昭和52年）4月21日 - 新校舎第1期建設工事起工式。
- 1978年（昭和53年）3月7日 - 新校舎第1期工事完成。
- 1979年（昭和54年）11月22日 - 新校舎第2期工事完成。
- 1980年（昭和55年）1月 - 正門並びに正門囲障完成。
- 1981年（昭和56年）
  - 4月22日 - 新体育館（第1体育館）完成。
  - 8月 - 運動場整備工事完了。
  - 10月 - 前庭完成。
  - 12月 - 正門に鉄製門扉設置。
- 1982年（昭和57年）
  - 1月 - 運動場校舎側に国旗・校旗掲揚ポール設置。
  - 6月10日 - 創立10周年記念式挙行。
- 1983年（昭和58年）
  - 3月2日 - 宝高讃歌、応援歌「勝利の道」作成。
  - 3月 - 校舎北側に憩いの広場完成。
- 1984年（昭和59年）
  - 2月 - 校舎正面に浮彫校章、前庭に校歌歌碑設置（卒業生の寄贈）。
  - 9月25日 - 硬式野球バックネット完成。
- 1986年（昭和61年）10月21日 - 弓道場射場完成。
- 1989年（平成元年）3月17日 - パソコン導入。
- 1992年（平成4年）11月10日 - 創立20周年記念式挙行。
- 1993年（平成5年）
  - 11月 - 桜植樹事業（末森城址）。
  - 12月10日 - 第2体育館改造工事完了。
- 1997年（平成9年）7月1日 - パソコン導入。
- 1998年（平成10年）
  - 8月 - 校舎壁面塗装工事完成。
  - 9月 - 県有建築物バリアフリー化緊急整備工事完成、校内インターネット接続。
- 2001年（平成13年）
  - 4月1日 - 談話室完成。
  - 6月28日 - 図書館・保健室冷房設備工事完成。
- 2002年（平成14年）11月15日 - 創立30周年記念式典挙行。
- 2003年（平成15年）
  - 7月18日 - 職員室冷房設備工事完成。
  - 9月12日 - 校内LAN設備工事完成。
- 2005年（平成17年）9月5日 - 門扉・フェンス工事完成。
- 2006年（平成18年）3月24日 - 変電設備改修工事完成。
- 2007年（平成19年）11月30日 - グラウンド整備工事完成。
- 2009年（平成21年）10月30日 - 第1体育館耐震補強工事等工事完了。
- 2010年（平成22年）3月10日 - 第1体育館耐震補強工事等工事完了。
- 2012年（平成24年）
  - 11月17日 - 創立40周年記念式挙行。
  - 11月30日 - 普通管理特別教室棟大規模改造・耐震補強工事（その1）完了。
- 2013年（平成25年）9月30日 - 普通管理特別教室棟大規模改造・耐震補強工事（その2）完了。
- 2021年（令和3年）3月 - 校内通信無線ネットワーク整備工事完成。
- 2022年（令和4年）10月 - 創立50周年記念式挙行。

## 部活動
- 運動部 - 野球、バドミントン、ゴルフ、剣道、YOSAKOIソーラン、弓道、卓球
- 文化部 - 吹奏楽、家庭、商業、茶道、美術

## その他
- 毎年9月下旬から10月上旬頃に体育祭と文化祭を合わせた一連行事として「宝高祭」が3日間行われ、1・2日目は文化祭、3日目は体育祭という構成である。

## 校歌・応援歌

### 校歌
- 作詞：森山啓、作曲：供田武嘉津

### 応援歌
- 「勝利の道」 作詞：津田嘉信、作曲：小町昭

## 所在地
〒929-1394 石川県羽咋郡宝達志水町今浜ト80番地

## アクセス
- JR西日本七尾線 宝達駅から北西へ500m（徒歩約5分）
- のと里山海道 米出ICおよび今浜IC 車で約5分

## 著名な出身者
- 津田健太朗 - フリースタイルスキー・ハーフパイプ選手（2014年ソチオリンピック出場）ソチオリンピック日本選手団